# Staatsrat (Belgien)
Der Belgische Staatsrat (niederländisch Raad van Stateⓘ, französisch Conseil d’État) ist das Beratungs- und Rechtsprechungsorgan innerhalb der ausführenden Gewalt in Belgien. Er hat seinen Sitz in Brüssel.
Der Belgische Staatsrat bietet allen natürlichen Personen und Rechtspersonen ein wirksames Rechtsmittel gegen rechtswidrige Amtshandlungen, für die kein anderes gerichtliches Organ zuständig ist. Infolgedessen besteht die wichtigste Aufgabe des Staatsrats darin, die Ausführung von Amtshandlungen (Rechtsakte und Verordnungen), die gegen die geltenden Rechtsnormen verstoßen, auszusetzen und/oder sie für nichtig zu erklären. In diesem Zusammenhang ist der Rat auch Beratungsorgan hinsichtlich des Erlassens von Rechtsvorschriften. Der Staatsrat fällt Urteile über die eingereichten Klagen und Anträge.
Seine Zusammensetzung, Zuständigkeit und Arbeitsweise werden durch Gesetz bestimmt. Der Staatsrat setzt sich zusammen aus:
- dem Auditorat,
- dem Koordinationsbüro,
- der Kanzlei und
- dem Verwaltungspersonal.

Aufgrund der ihm erteilten Aufgaben ist der Staatsrat in eine Gesetzgebungsabteilung und eine Verwaltungsabteilung aufgeteilt.
Der Staatsrat veröffentlicht auch Dokumente in deutscher, französischer und niederländischer Sprache, die für die Rechtsuchenden und die Rechtspraxis wichtig sind.
Der Belgische Staatsrat wurde als außergerichtliches Rechtsprechungsorgan am 23. Dezember 1946 per Gesetz errichtet und am 9. Oktober 1948 feierlich installiert. Er gilt gemäß der Verfassung des Föderalstaats für ganz Belgien.